# Тахіаритмія
Тахіаритмія   — патологічно швидкий серцевий ритм, зазвичай від 100 до 400 ударів в хвилину у верхніх камерах серця (фібриляція передсердь), або в нижніх (фібриляція шлуночків).

## Причини тахіаритмії
Причиною тахіаритмій можуть бути захворювання серця (високий кров'яний тиск, захворювання коронарних артерій (атеросклероз), захворювання клапанів серця, серцева недостатність, кардіоміопатія, пухлини та інфекції) та інші захворювання, наприклад захворювання щитоподібної залози, деякі захворювання легень, електролітичний дисбаланс, а також зловживання алкоголем і наркотиками.

## Види тахіаритмії
- екстрасистолія;
- миготлива аритмія;
- пароксизмальна тахікардія.

## Лікування
Лікування тахіаритмій залежить від їх типу.
Сучасні протиаритмічні препарати, які використовують для лікування тахіаритмії поділяються на 4 групи:
- мембраностабілізуючі засоби(хінідину сульфат, новокаїнамід, дизопірамід, етмозин);
- бета-адреноблокатори;
- інгібітори реполяризації (аміодарон);
- блокатори кальцієвих каналів (верапаміл, дилтіазем);
- засоби етіотропної терапії(протиаритмічні);
- препарати калію, магнію та серцеві глікозиди.